# Molibdenian potasu
Molibdenian potasu, K2MoO4 – nieorganiczny związek chemiczny, sól potasowa kwasu molibdenowego. Można go otrzymać przez reakcję molibdenu z ciekłym KNO2 w beztlenowym otoczeniu o temperaturze 660°C. Jest to biały, bezwonny proszek rozpuszczalny w wodzie; nie rozpuszczalny się w alkoholu etylowym. Został opatentowany jako stymulator rozwoju azotobakterii na kwaśnych glebach.